# Peuple et territoire
Peuple et territoire (en italien Popolo e territorio, abrégé en Pt) est le nom actuel d'un groupe parlementaire à la Chambre des députés depuis juillet 2011. Son ancien nom était :
Initiative responsable (en italien Iniziativa responsabile, abrégé en Ir). Son nom au Sénat est Cohésion nationale.
Le président du groupe parlementaire Peuple et territoire est Silvano Moffa d'Action populaire. Son nom complet en italien est : Popolo e territorio (Noi Sud-Libertà ed autonomia, Les Populaires d'Italie demain, Movimento di responsabilità nazionale-MRN, Azione popolare, Alliance de centre, La discussione). Les députés de ce groupe ont soutenu le gouvernement Berlusconi IV depuis sa formation en décembre 2010 jusqu'à sa démission le 12 novembre 2011.

## Historique
Créé sous le nom Initiative responsable, le 20 janvier 2011 à la Chambre des députés italienne, après le vote de défiance du 14 décembre 2010, par une vingtaine de députés, ce groupe parlementaire s'est constitué dans l'intention de clairement de soutenir le gouvernement de Silvio Berlusconi. Ses membres se définissaient comme les « Responsables ».
Il comptait alors 29 députés et son nom officiel et complet en italien était alors : Iniziativa Responsabile (Noi Sud-Libertà ed Autonomia, Popolari d'Italia Domani-PID, Movimento di Responsabilità Nazionale-MRN, Azione Popolare, Alleanza di Centro-ADC, La Discussione).

## Description
L'ex-groupe « Initiative responsable », devenu « Peuple et territoire », comprend notamment les partis mineurs suivants : Nous Sud (Noi Sud - Libertà e Autonomia), Les Populaires d'Italie demain (I Popolari d'Italia Domani), Mouvement de responsabilité nationale, Alliance de centre (Alleanza di Centro), La Discussione et le Parti républicain italien (ce dernier n'ayant pas adhéré formellement à ce groupe et dont le nom n'apparait pas dans le nom déposé). La qualification de « responsables » vient du fait qu'ils ont voté la confiance au gouvernement le 14 décembre 2010. Parmi ceux qui viennent de le rejoindre figure aussi le libéral Paolo Guzzanti.
- Les Populaires d'Italie demain (PID), dont Francesco Saverio Romano, sont nés d'une scission de l'Union de centre en 2010 ;
- Alliance de centre est un mouvement né en 2008 et dont le leader est Francesco Pionati, un ancien de l'UDC ;
- le Movimento di Responsabilità Nazionale est né en 2010, sur initiative de Massimo Calearo et de Bruno Cesario, anciens du Parti démocrate et de l'Alliance pour l'Italie, mais également de Domenico Scilipoti (un ancien de l'Italie des valeurs, condamné par la Cour de cassation et vice-président en titre du groupe parlementaire) ;
- l'Action populaire (AP) de Silvano Moffa, un ancien d'Alliance nationale qui a rejoint le PdL pour le quitter ensuite (proche du PPE).

Giampiero Catone, patron de La Discussione adhère également à ce groupe et devient secrétaire d'État en mai 2011.
C'est paradoxalement d'abord Francesco Nucara du PRI (qui n'adhérera pas à ce groupe) qui avait été chargé de former ce groupe pour contrecarrer la création de Futur et liberté pour l'Italie en septembre 2010. Le 17 février 2011, le groupe compte 22 membres.
À la fin de la législature, le 30 décembre 2012, le groupe compte 20 députés.
Lors des élections générales italiennes de 2013, le groupe ne présente pas de liste commune. Néanmoins, Antonio Razzi et Scilipoti sont élus députés sur les listes du Peuple de la liberté.